# The Floating College

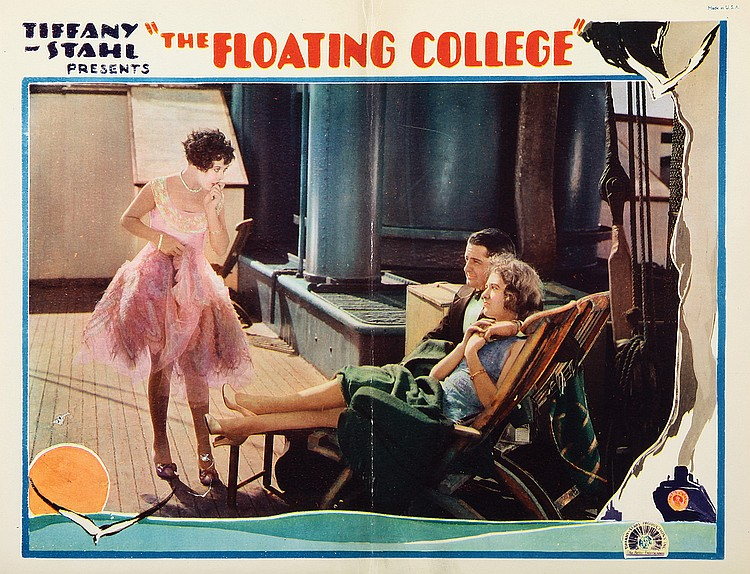
Affiche du film.

The Floating College est un film américain réalisé par George Crone, sorti en 1928 au cinéma.

## Synopsis
Deux sœurs tombent amoureuses d'un maitre nageur.

## Fiche technique
- Réalisation : George Crone
- Scénario : Stuart Anthony, Paul Perez
- Producteur : John M. Stahl[1]
- Photographie : Harry Jackson
- Montage : Desmond O'Brien
- Production : Tiffany Pictures
- Distributeur : Tiffany Pictures
- Durée : 60 minutes
- Date de sortie : 10 novembre 1928

## Distribution
- Sally O'Neil : Pat Bixby
- William Collier Jr. : George Dewey
- Georgia Hale : Frances Bixby
- Harvey Clark : The Dean
- George Harris : Snug
- E.J. Ratcliffe : Nathan Bixby
- Virginia Sale : Miss Cobbs